# Chadron
Chadron – miejscowość i gmina we Francji, w regionie Owernia-Rodan-Alpy, w departamencie Górna Loara.
Według danych na rok 1990 gminę zamieszkiwały 204 osoby, a gęstość zaludnienia wynosiła 15 osób/km² (wśród 1310 gmin Owernii Chadron plasuje się na 646. miejscu pod względem liczby ludności, natomiast pod względem powierzchni na miejscu 678.).